# William Langland

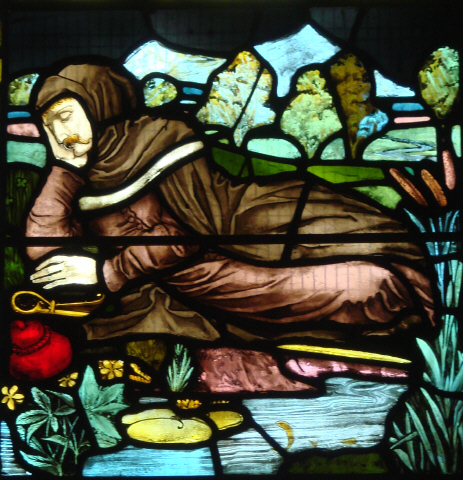
William Langland.

William Langland (orätt kallad Langley), född strax efter 1330, död efter 1393, var en engelsk medeltidsskald.

## Biografi
Langland förvärvade sig teologisk bildning, vistades dels i London, dels som kringvandrande psalmsångare och pilgrim
på Englands landsbygd.
Langland anses numera allmänt vara författaren till den stora dikten The vision of William concerning Piers the plowman, ett av de mest betydande minnesmärkena från engelska språkets och litteraturens första ungdom. 
Dikten, som finns i tre avfattningar (från omkring 1362, 1377 och 1393), företer en blandning av satir och mystik. Den angriper med skärpa utsvävande prelater, giriga munkar och allt slags oärlighet i samhällslivet, uttalar den redlige jordbrukarens bekymmer och förväntningar samt målar tavlor ur de lägre engelska folkklassernas hemliv. 
Diktens religiösa tendens förebådar Wycliffe, men ingenting tyder på att författaren själv var lollard. Langland tros ha författat ännu en dikt, den politiskt profetiska Richard the redeles. Langlands verk är utgivna av W.W. Skeat (2 band, 1886), vars forskning ligger bakom all modern diskussion kring dessa texter.